# Astroviridae
Az Astroviridae a vírusok egyik családja, az ebbe kategóriába tartozó fajok az asztrovírusok. Emlősök és madarak emésztőrendszeri megbetegedéseit okozzák. A családot két nemre osztják: 2015-ben a madarakat fertőző Avastrovirus nembe 3, az emlősöket megbetegítő Mamastrovirus csoportba 19 faj ismert faj tartozott.

## Felfedezésük
A család első képviselőjét 1975-ben fedezték egy gyerekek körében terjedő hasmenéses járvány során. A vírus nevét (asztron = csillag) onnan kapta, hogy az elektronmikroszkópos képen öt vagy hatágú csillag formájú volt. Később kiderült, hogy csak a virionok alig 10%-a mutat csillagformát, a többiek a hasonló kis, lipidburok nélküli vírusoknál megszokott módon kerekdedek. 1993-ig a Picornaviridae vagy Caliciviridae családokba sorolták őket, részletesebb vizsgálatuk alapján ekkor saját családot kaptak. A genomjuk szekvenciáján alapuló vizsgálatok alapján kiderült, hogy a gyerekek hasmenéses megbetegedéseinek 3-8%-át okozzák asztrovírusok.

## Szerkezetük és életciklusuk
Az asztrovírusok kicsik, átmérőjük 28-35 nanométer. Kapszidjuk T3 ikozaéder szimmetriájú, mikroszkópban jellegzetes 5-6 ágú csillagot formázhat. Lipidburokkal nem rendelkeznek. Genomjuk kb. 6800 bázis hosszú, egy szakaszból álló, pozitív-szenz (mRNS-ként használható), egyszálú RNS-molekula, amely három, egymást részben átfedő gént kódol. A genom két végén át nem íródó szakaszok találhatóak. 3' végén pedig az mRNS-ekhez hasonlóan poli-A farok van, az 5' cap viszont hiányzik. A három gén (nyílt leolvasási keret, open reading frame) az ORF1a, ORF1b és az ORF2. Az első kettő funkciója javarészt ismeretlen, de tudható, hogy a sejt saját fehérjevágó enzimei a gén elsődleges termékét legalább öt részre szabdalják és olyan szignált is tartalmaznak amely a sejtmagba való szállításért felelős. Az ORF2 kódolja a kapszidot felépítő struktúrfehérjéket, a róla átíródó polipeptid felvágásával jönnek létre az a VP26, VP29 és VP32 kapszidproteinek. A gazdaszervezet immunrendszere leginkább a VP26 ellen termel ellenanyagokat.
A vírusok az ürülékkel terjednek. Új gazdaszervezetbe a szájon át kerülnek be és a bélrendszerben megfertőzik az enterocitákat. Sejtfelszíni receptoruk nem ismert; a sejthez kapcsolódás után endocitózissal kerülnek annak belsejébe. A replikáció a citoplazmában, illetve az endoplazmatikus retikulumban történik és feltehetően az azonnal átíródó ORF1a és ORF2b szabályozza. A vírusgenom kettős szálú RNS-sé egészül ki és a komplementer szálról másolódnak az új genomok. A fertőzés kései szakaszában készülnek a kapszidproteinek, amelyekből összeszerelődnek az új virionok.

## Epidemiológiájuk
Az asztrovírusfertőzés tünetei hasmenés, hányinger, hányás, gyengeség, láz, hasi fájdalom; ezek általában három-négy napig tarthatnak. A fertőzés az esetek döntő többségében nem súlyos és magától gyógyul, a páciens esetleg dehidratálódhat.
Az asztrovírusok az egész világon elterjedtek. A gyerekkori hasmenéses járványok 3-6%-áért felelősek, de egyes fejlődő országokban ez a szám 20% is lehet. Leggyakrabban a két évnél fiatalabb gyerekek az érintettek, de ritkábban felnőttek (különösen a legyengült immunrendszerűek) is elkaphatják a betegséget. A tünetmentes egyének 2%-a hordozza a vírust. A fenti értékek klinikai statisztikákon alapulnak és mivel sokan nem fordulnak orvoshoz, a tényleges előfordulás magasabb lehet. Szerológiai vizsgálatok szerint a 9 éves gyerekek 90%-a találkozott már valamelyik asztrovírus-törzzsel. Mérsékelt égöv alatt bármelyik évszakban előfordulhatnak járványok, de ősszel és tél elején gyakoribbak. A trópusokon az esős évszakban fordulnak elő gyakrabban, amikor az emberek fedél alá húzódnak és több az egymással való kontaktus. Az esetek felében az asztrovírus-fertőzés más vírusokkal (norovírusok, rotavírusok) együtt történik. A kórokozó átadása elsősorban ürülékkel szennyezett étellel vagy itallal történik.
Az emberen kívül a kecskéknek, szarvasmarháknak, sertéseknek, szarvasoknak, patkányoknak, fókáknak, baromfiknak is megvannak a maguk asztrovírusaik.